# Power Macintosh
A Power Macintosh számítógépet az Apple tervezte, fejlesztette, gyártotta és forgalmazta 1994. márciusa és 2006. augusztusa között. A Power Macintosh gépet szokás Power Mac-nek, PM-nek rövidíteni, nevezni. A Power Macintosh első verziója a PowerPC 601, 603, 603e és 604 processzorokra épült sorozat (Power Macintosh 6100, 1994. március – Power Macintosh 9600, 1998. március) volt. A második verzió a Power Macintosh G3 volt, amely a PowerPC 750 processzorra épült (Power Macintosh G3 (Desktop), 1997. november – Power Macintosh G3 (Blue and White), 1999. augusztus). A következő verzióban hivatalosan megrövidült a gépcsalád neve, ez volt a PowerPC 7400, 7410, 7450, 7455, 7455B, processzorra épült Power Mac G4 verzió (Power Mac G4 (PCI Graphics), 1999. augusztus – Power Mac G4 (Mirror Drive Doors 2003), 2004. június). A negyedik és utolsó verzió a Power Mac G5 volt, amely PowerPC 970, 970fx, 970MP processzorokra épült (Power Mac G5, 2003. június – Power Mac G5 (Late 2005), 2006. augusztus). A Power Mac utóda a Mac Pro lett.
A szócikk alján látható lilás táblázat segít az egyes Power Macintoshokról szóló szócikkek megtalálásában.

## Processzor keresés és fejlesztés (1991–1993)

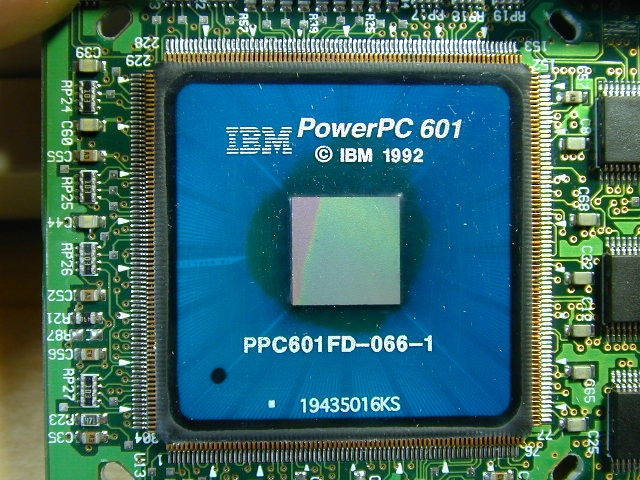
PowerPC 601

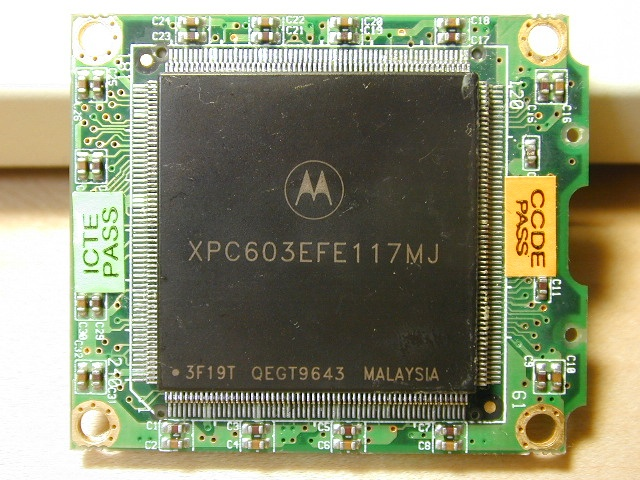
PowerPC 603

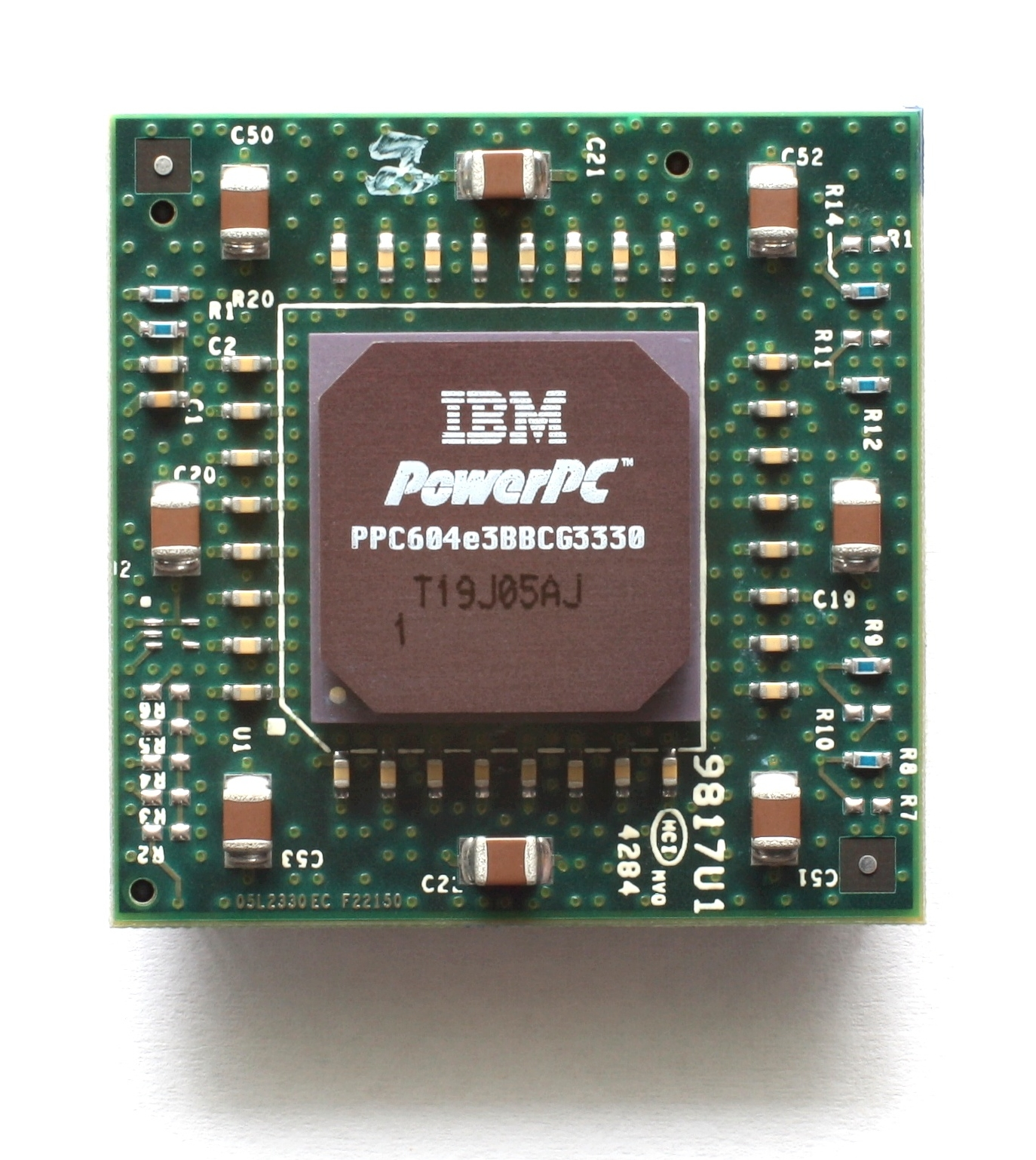
CPU IBM PowerPC 604e

1991 közepére az Apple-ön belül úgy vélték, a Motorola 88100 processzor nem megfelelő a továbblépéshez, mivel egyetlen más számítógépgyártó sem kötelezte el magát a processzor használatára. Ismét fontolóra vették az IBM POWER architektúra használatát, de akkoriban az hét chipből állt, ami költségszempontból nem volt elfogadható.
Az Apple és az IBM Advanced Workstations and Systems Division mérnökei a texasi Austinban találkoztak, hogy megvitassák az IBM POWER1 RISC architektúrájának egylapkás változatának létrehozását. Az Apple kérésére a Motorola is jelen volt. A találkozókon számos változtatást javasoltak. az RSC-hez, ami alacsonyabb költségeket, alacsonyabb energiafelhasználást és nagyobb hozamú termelést tesz lehetővé mind a Macintosh, mind a jövőbeni RS/6000 termékek számára. Július elején a három vállalat vezetői megállapodásra jutottak, amelyet októberben hivatalosan is bejelentettek a nyilvánosság számára.
Az új RISC architektúrán, amely a PowerPC nevet kapta, ennek az „AIM-szövetségnek“ több célja is volt, többek között egy Pink alapú operációs rendszer – az Apple és az IBM erre közös, Taligent nevű céget is létrehozott –, egy ScriptX nevű objektumorientált szkriptnyelv, valamint egy többplatformos média szkript nyelv, ún. a Kaleida Media Player létrehozása. A szövetségről az Apple részéről John Sculley így nyilatkozott: „A Macintosh-stratégia nagyon jól kifizetődött számunkra az 1980-as években, de nem gondoltuk, hogy az 1990-es években ennek a modellnek a használatával létrehozhatjuk a számítástechnika következő generációját. Az IBM-mel való együttműködés és a mindenki számára elérhető, sokkal szélesebb hatást érhetünk el ezekkel a technológiákkal, mint a Macintosh esetében.“ A véglegesített együttműködési megállapodást októberben írták alá.
Az Apple és az IBM közösen fejleszti a PowerOpen specifikációt, amely az IBM AIX operációs rendszerére épül. A Taligent cég az Apple Computer Pink projektjén alapuló operációs rendszer fejlesztésére jött létre.
A PowerPC 601 chip fejlesztése 1991 októberében kezdődött, és 21 hónap alatt fejeződött be, a gyártás pedig 1993 júliusában indult. Az első PowerPC chippel ellátott számítógépek az IBM RS/6000 munkaállomások voltak 1993 szeptemberében. Sok Macintosh alkalmazásfejlesztő ezeket a gépeket használta termékei kezdeti PowerPC portjainak fejlesztésére, mivel a Macintosh alapú PowerPC fejlesztőeszközök még nem voltak készen. A PowerPC 603 (amely az energiafelhasználás csökkentésére összpontosított) és a 604 (amely a nagy teljesítményre összpontosított) projektek szintén egy időben zajlottak.
1992 júliusában döntés született az eredeti rendszerszoftver-kiadás ambícióinak csökkentéséről; ahelyett, hogy egy teljesen új kernel létrehozására törekedett volna, az Apple a System 7 olyan verziójának előállítására összpontosított, amelyben a meglévő Macintosh Toolbox ROM egyes részeit átírták úgy, hogy natív PowerPC kódot használjanak a 680x0 emuláció helyett. Ez jelentős teljesítménynövekedést jelentett az operációs rendszer bizonyos nagy kihasználtságú részeinél, különösen a QuickDraw esetében.
Az Apple 1992 nyarán kapja meg tesztelésre az első PowerPC 601 processzort. Majdnem egy évvel később, az Apple Worldwide Developers Conference-en (WWDC)  megtartják a PowerPC Macintosh rendszer első nyilvános bemutatóját. Majd az Apple fejlesztői konferenciát tart, amelyen meghívja a szoftvercégeket, hogy teszteljék alkalmazásaikat PowerPC-alapú Macintosh-on. A tesztelt alkalmazások egyike sem használja a 680x0 emulátort.
A bemutatók sikeresek voltak. A termékterv három modellre bővült: a belépő szintű Power Macintosh 6100-zal, a Macintosh IIvx asztali házában elhelyezett középkategóriás Power Macintosh 7100-zal és a Quadra 800 minitorony házán alapuló csúcskategóriás Power Macintosh 8100-zal. A negyedik projekt, a Macintosh processzor–frissítési kártya 1993 júliusában indult, hogy egyszerű frissítési lehetőséget biztosítson a Centris és Quadra számítógépek tulajdonosai számára.

## A Power Macintosh bemutatása (1994-1995)

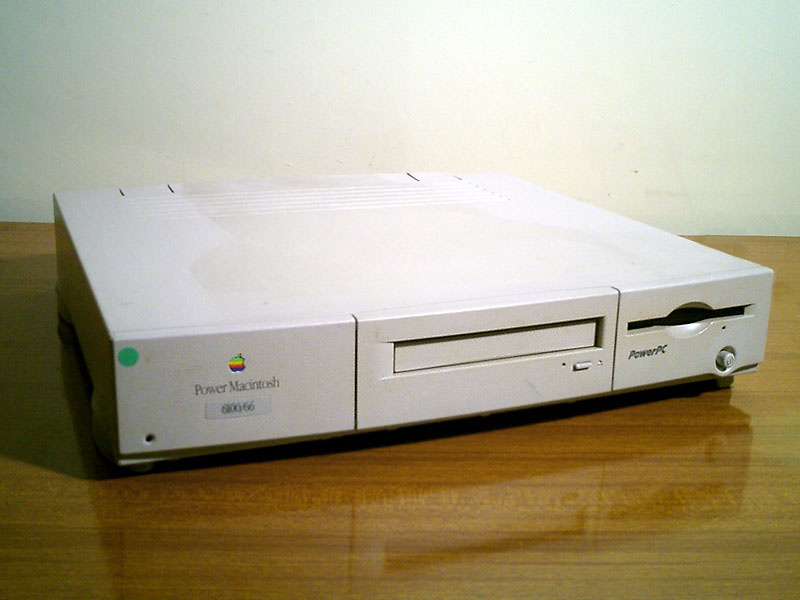
Power Macintosh 6100/66

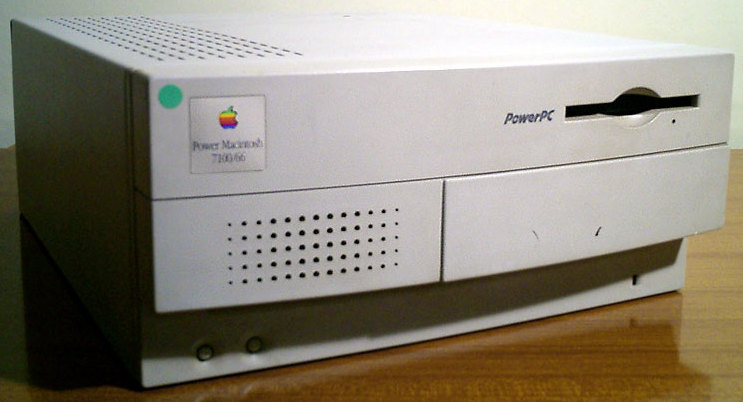
Power Macintosh 7100/66

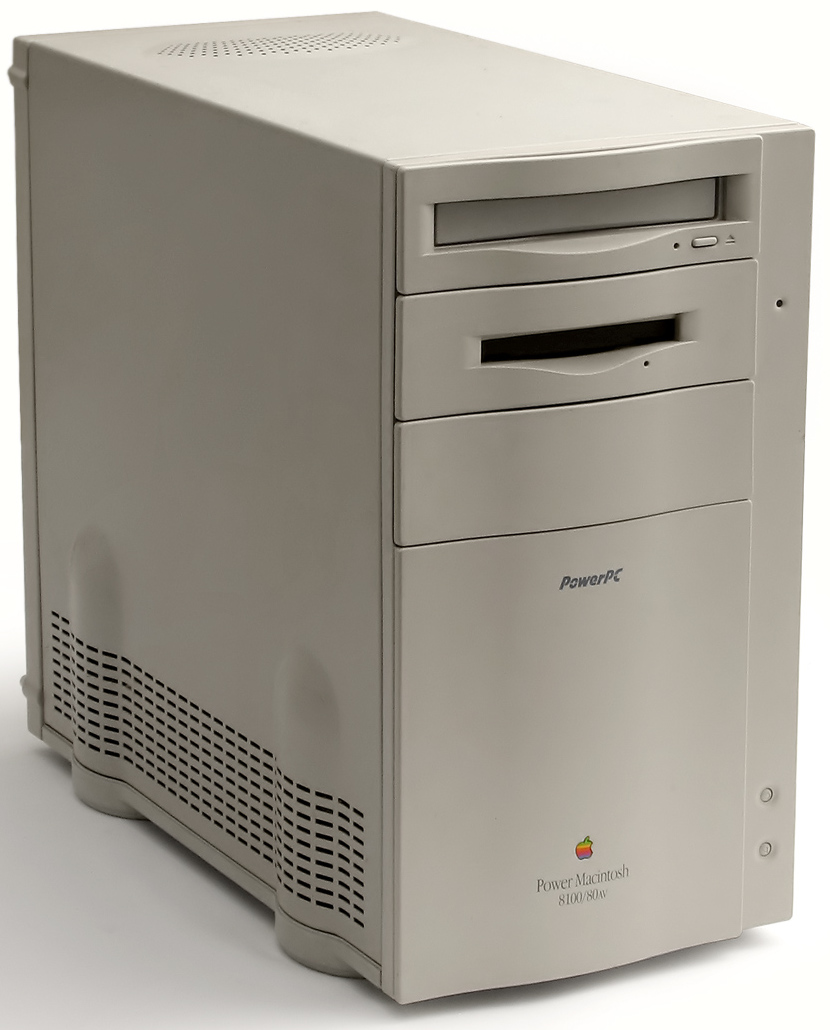
Power Macintosh 8100/80av

Az eredeti terv az volt, hogy az első Power Macintosh gépet 1994. január 24-én, pontosan tíz évvel az első Macintosh megjelenése után adják ki. Ian Diery, a személyi számítógép részleg alelnöke, a megjelenés dátumát március 14-re helyezte át, hogy a gyártásnak elegendő ideje legyen az értékesítési csatornák feltöltéséhez elegendő gép megépítésére, és ezzel egy időben a Macintosh processzor-frissítési kártya is elérhető legyen. Ez eltért az Apple korábbi gyakorlatától; jellemzően hónapokkal az új Macintoshok bemutatása után adtak ki frissítési csomagokat.
A Power Macintosh-t hivatalosan a manhattani Lincoln Center for the Performing Arts-ban mutatták be március 14-én. Az új Power Macintosh modellek előrendelése élénk volt, és a bejelentett 150 000 gépet már addig eladták. A Power Mac eredeti indító harangját Stanley Jordan jazz zenész rögzítette.
A MacWorld a 6100/60-ról szóló áttekintésében megjegyezte, hogy „az Apple nemcsak hogy végre visszaszerezte azt a teljesítménybeli előnyt, amelyet körülbelül nyolc évvel ezelőtt elveszített, amikor az Intel 80386-os CPU-ját használó PC-k megjelentek, hanem messze előrelépett.“  A 680x0-s szoftver teljesítménye lassabb az emuláció miatt, de a MacWorld benchmarkjai észrevehetően gyorsabb CPU-, lemez-, videó- és lebegőpontos teljesítményt mutattak, mint a helyettesített Quadra 610. 1995 januárjáig az Apple 1 millió Power Macintosh rendszert adott el.
A Power Macintosh sorozat gyorsított gépeit 1995 elején mutatták be, majd áprilisban az első PowerPC 603 modellek következtek: a Power Macintosh 5200 LC minden az egyben modell és a Quadra 630 helyettesítője, a Power Macintosh 6200. Ezeknek a gépeknek is létrehozták a Performa változatát, amelyet az elektronikai nagykereskedők dobozos termékként forgalmaztak. Míg az 5200 LC-t a kritikusok jól fogadták tervezése, teljesítménye és költsége miatt, mind a 6200-as stabilitási problémákkal küzdött.
1995 közepére a feltörekvő Power Macintosh termékcsalád teljesen, de teljesen kiszorította az összes korábbi Macintosh-vonalat, csak a csúcskategóriás Quadra 950 és két olcsó oktatási modell – az egybeépített Macintosh LC 580 és az asztali LC 630 – maradt meg. A „gyorsítókártyák” versenypiaca, amely a korábbi Macintosh rendszerekhez létezett, nagyrészt megszűnt az Apple Macintosh processzorfrissítő kártyájának viszonylag alacsony ára (600 dollár) miatt.
A DayStar Digital frissítőkártyákat adott el az IIci-hez és a különböző Quadra-modellekhez, de az Apple-től is elérhető volt az alaplap teljes cseréje. Ekkoriban megjelentek a piacra a Macintosh klónok. Az Apple néhány régóta Apple kiegészítőket gyártó cégnek – DayStar Digital, Power Computing... – enegdélyt adott „Macintosh klón“ gyártásra. A cégek éltek a lehetőséggel, általában erősebb, jobb gépet kínáltak az Apple gépénél jellemzően kedvezőbb áron.

## Hardver szabványok átvétele (1995–1999)

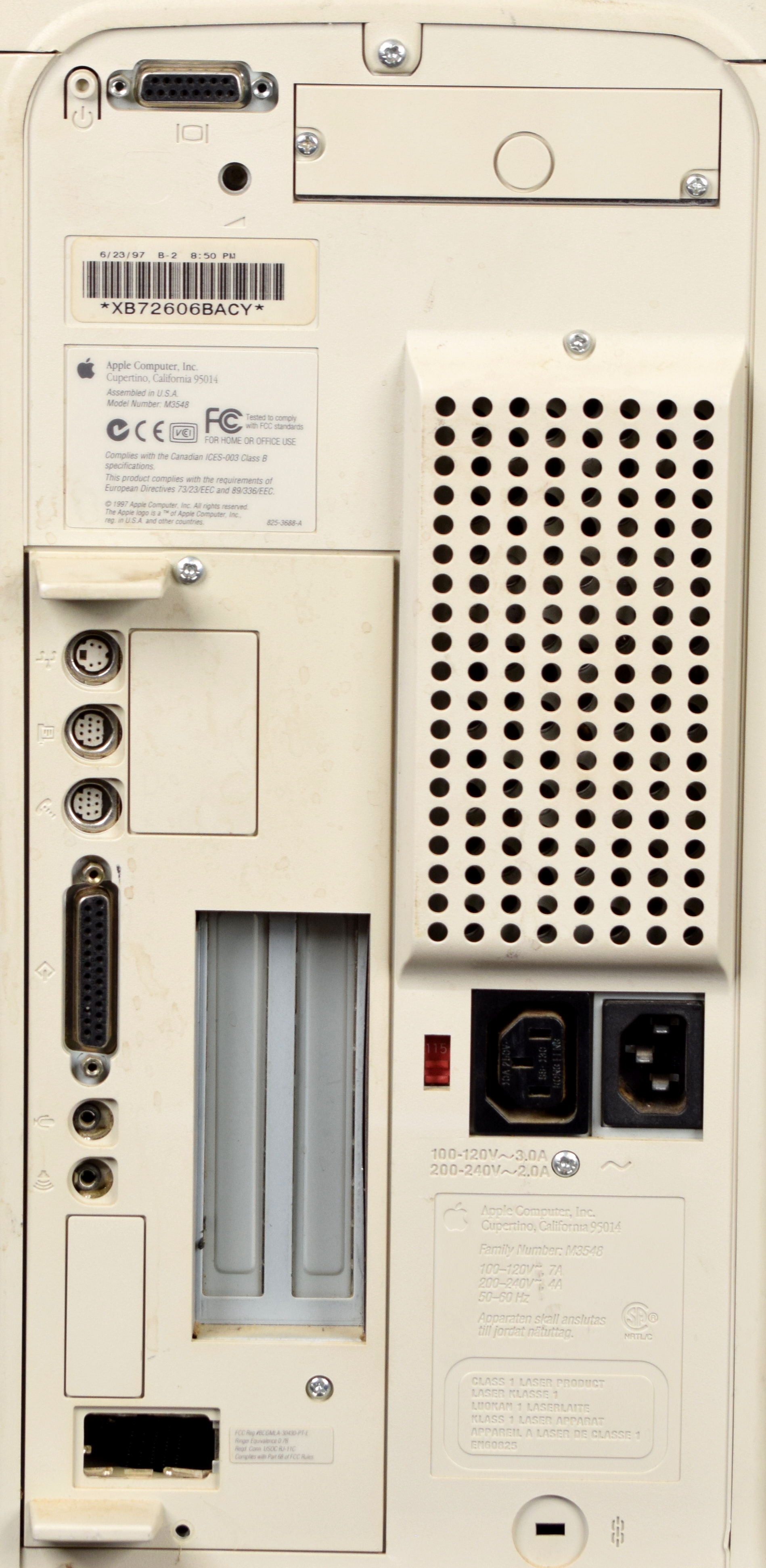
Power Macintosh 6500/300 hátoldala

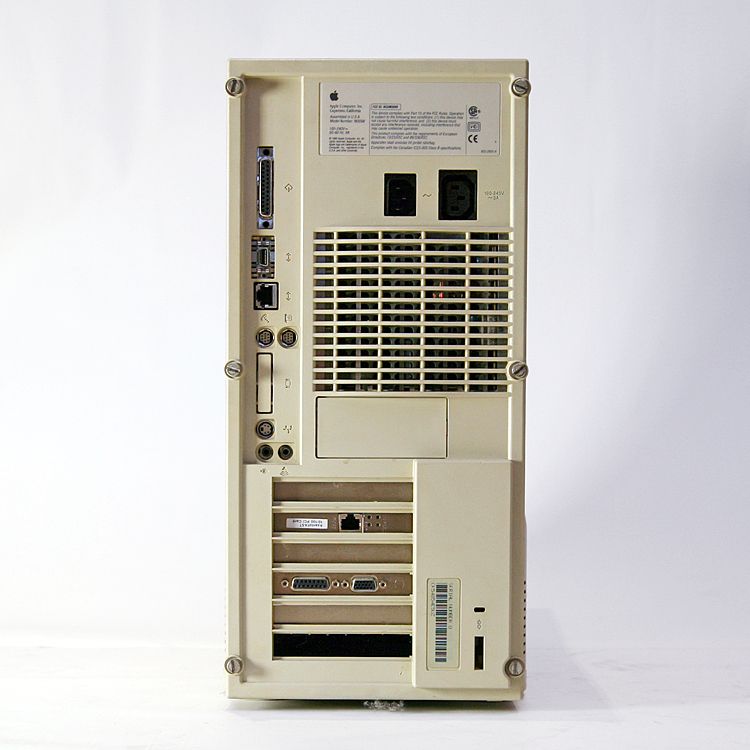
Egy Apple PowerMac 9500/132 hátulnézete 1995-ből

A Power Macintosh bemutatásakor ugyanazokat a belső és külső bővítőcsatlakozásokat tartalmazta, mint a többi Macintosh modell, amelyek mindegyike (kivéve a hangbemenetet és -kimenetet) vagy teljes egészében az Apple számítógépek sajátja, vagy nagymértékben kizárólagos. A következő öt évben az Apple ezeket a portokat iparági szabványos csatlakozókra cserélte.
NuBus-ról PCI-ra
A Power Macintoshok első generációját NuBus-szal szállították, de 1993 végére világossá vált, hogy az Intel PCI busza lesz a belső terjeszkedés széles körben elfogadott jövője. Az Apple részesedése a  személyi számítógép piacon nem volt jelentős (USA: 12–13,4%) azt jelentette, hogy kevés eszközgyártó fektetett be kártyáik NuBus- és PCI-kompatibilis verzióinak létrehozásába. Az első PCI-alapú rendszer az 1995 májusában bemutatott Power Macintosh 9500 volt. Ezt nem sokkal később követte a második generációs Power Macintosh rendszerek „Power Surge“ (Túlfeszültség) sorozata – a Power Macintosh 7200, Power Macintosh 7500 és Power Macintosh 8500. A 8500 és 9500 az új PowerPC 604 köré épült, 120 MHz-től kezdődő sebességet kínálva. Az InfoWorld áttekintése a 8500-ról azt mutatta, hogy a 8100/100-as tíz percről a 8500/120-as esetében 7:37-re gyorsult az „üzleti alkalmazáscsomag” referenciaértéke. Azt is megjegyezték, hogy a 8500 átlagosan 24-44 százalékkal gyorsabban fut, mint egy hasonló órajelű Intel Pentium chip.
A PCI-re való áttérés 1996-ban folytatódott, a többfunkciós PM 5400, az asztali PM 6300/160 (általában Performa 6360 néven árulják) és a mini-torony 6400 modellek bevezetésével. A Macintosh klónpiac sikere arra is késztette az Apple-t, hogy saját, olcsó gépet gyártson olyan alkatrészek és gyártási technikák felhasználásával, amelyek akkoriban a klónpiacon és a Wintel asztali számítógépek piacán is általánosak voltak. A Power Macintosh 4400 műanyag helyett hajlított fémlemezt használt a ház belsejében, és szabványos ATX tápegységet is tartalmazott.
SCSI-ről IDE-re
A PCI-re való átállás mellett az Apple költségtakarékossági intézkedésként megkezdte az SCSI merevlemezekről az IDE-re való fokozatos átállást, mind saját maguk, mind a merevlemezeiket frissíteni kívánó felhasználók számára. Az alacsony kategóriás 5200 és Power Macintosh 6200 voltak az elsők, amelyek IDE belső meghajtókat alkalmaztak, bár az Apple saját fejlesztésű, 25 tűs külső SCSI-csatlakozója megmaradt. A bézs színű Power Macintosh G3 modellek voltak az utolsók, amelyek alapfelszereltségként tartalmaztak SCSI-meghajtókat, és ez volt az utolsó Macintosh, amely külső SCSI-csatlakozót tartalmazott. Amikor 1999 elején bemutatták a Power Macintosh G3-at (kék-fehér), a portot két FireWire 400-as port váltotta fel. A kék-fehér G3 volt az utolsó Macintosh, amely Apple Desktop Bus (ADB) mellé két USB-port is kapott, így ez az egyetlen Power Macintosh, amely ADB-t és USB-t is kínált.
AAUI-ról 10BASE-T-re
Egy másik port, amelyet ez idő alatt megszüntettek, az Apple Attachment Unit Interface. Ez az ipari szabvány Attachment Unit Interface csatlakozójának szabadalmaztatott változata volt a 10BASE5 Ethernethez, amelyet az Apple azért hozott létre, hogy elkerülje az összetéveszthetőséget az Apple által a külső kijelzők csatlakoztatására használt 15 tűs csatlakozóval. Az AAUI porthoz költséges külső adó-vevőre volt szükség a hálózathoz való csatlakozáshoz. Az 1990-es évek elejére a hálózati iparban általánossá vált a 10BASE-T csatlakozó, ami arra késztette az Apple-t, hogy 1995 közepén ezt a portot az AAUI mellé tegye, a Power Macintosh 9500-tól. A Power Macintosh G3-nak már nem volt AAUI portja.
A Power Mac G4 (AGP Graphics) 1999 második felében jelent meg, ez volt az első Power Macintosh, amely csak az ipari szabványnak megfelelő belső és külső bővítést tartalmazott. Ezt követően néhány éven át számos harmadik fél hozott létre hardverkulcsokat, amelyek visszafelé kompatibilitást biztosítottak a régi hardverrel rendelkező újabb Power Mac rendszerek felhasználóinak. Ilyen volt a Griffin Technology, a MacAlly Peripherals és még sokan mások. Egyes esetekben ezek a cégek olyan adaptereket gyártottak, amelyek illeszkedtek a Power Mac esztétikai kialakításához.
Újra nyereséges lesz az Apple
Az 1998. január 6-án San Franciscóban tartott Macworld Expo vitaindító beszédén az Apple bemutatta a Mac OS 8.1-et és a QuickTime 3.0-t, a Microsoft bejelentette az Office 98-at, Jobs pedig azzal lepte meg a közönséget, hogy beszéde legvégén mellékesen megemlítette, hogy az Apple 1998 első pénzügyi negyedévében várhatóan – hosszú idő óta először – nyereséges lesz. „Nagyon örülünk, hogy új terveink kezdenek működni“ – áradozott Jobs. „Bár még mindig sok a tennivaló, az Apple egyértelműen visszatér, mint jelentős szereplő.“ Az Apple 47 millió dollárt keresett 133 000 Power Macintosh G3 megnövelt árrésével.
1998. július 15-én az Apple a harmadik egymást követő nyereséges negyedévéről számolt be Jobs alatt. Annak ellenére, hogy az eladások 19 százalékkal estek vissza, az Apple 101 millió dollárt keresett a negyedévben, köszönhetően a nyereséges Power Mac G3 sorozat iránti továbbra is erős keresletnek, a bevezetés óta 750 000 darabot adtak el).

## Az ipari formatervezés diadala (1999–2002)

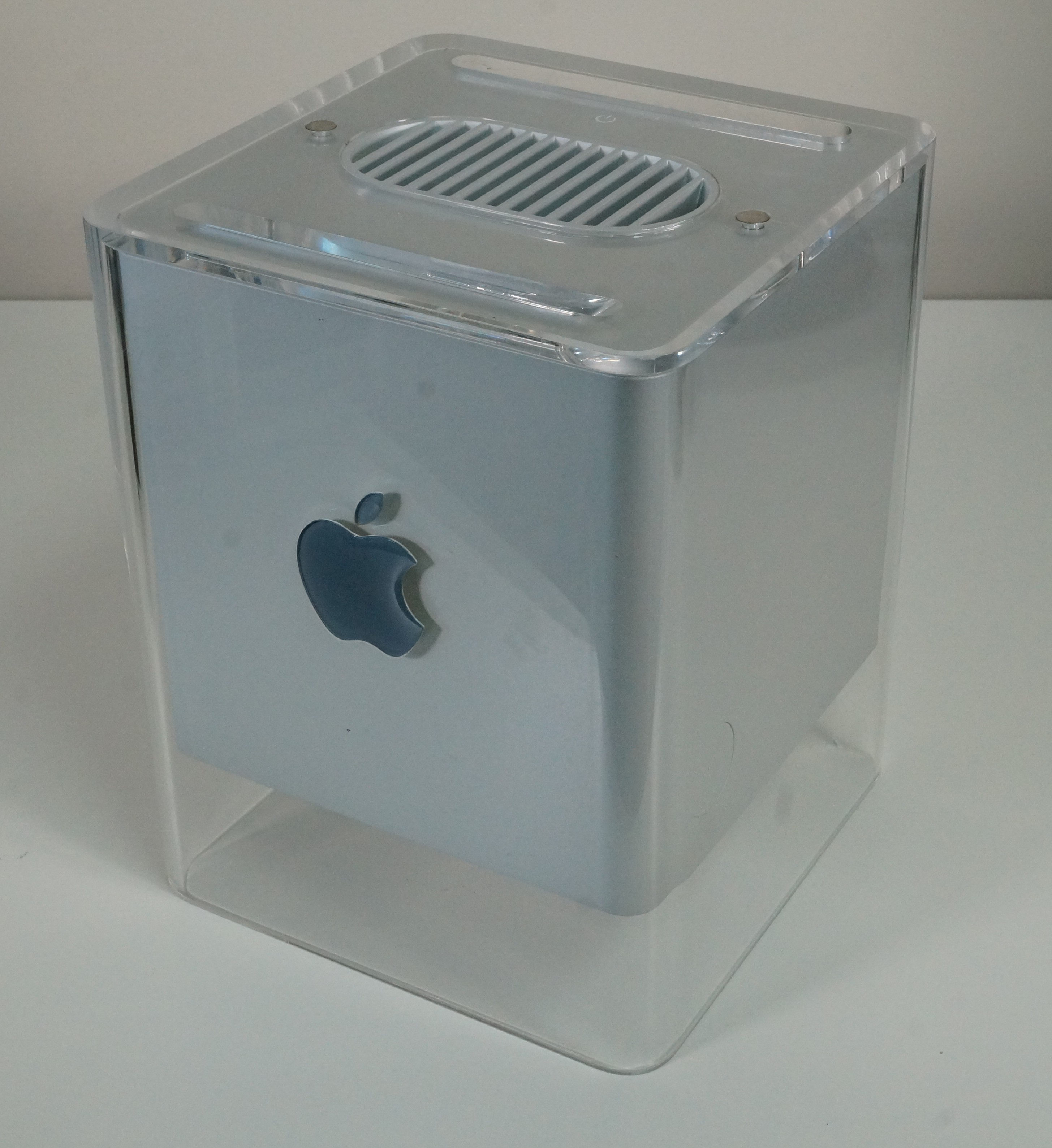
Apple Power Mac G4 Cube műanyag állványon

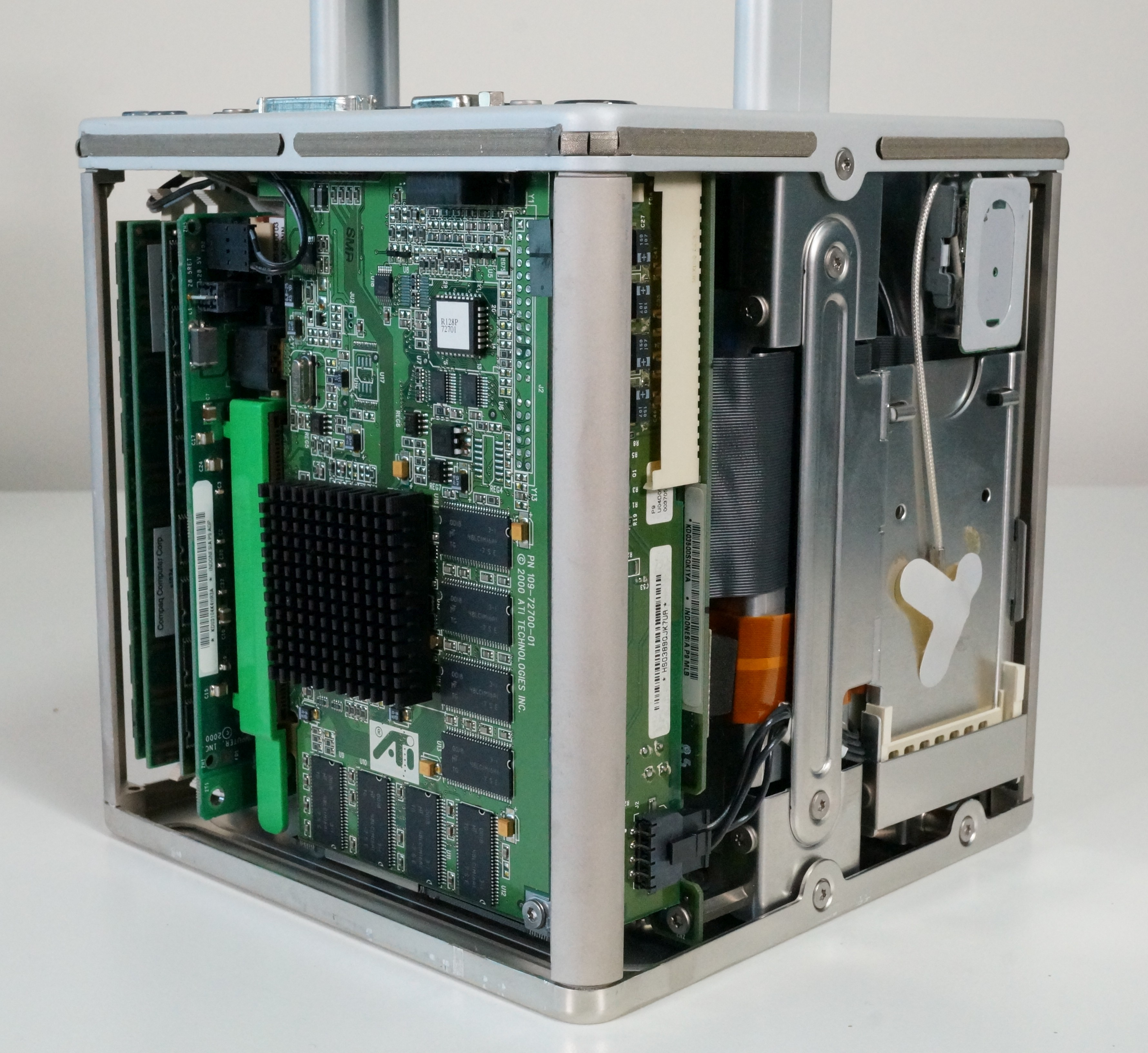
A Cube belseje a kép tetejéből kilógó fülnél fogva kihúzható volt a házából

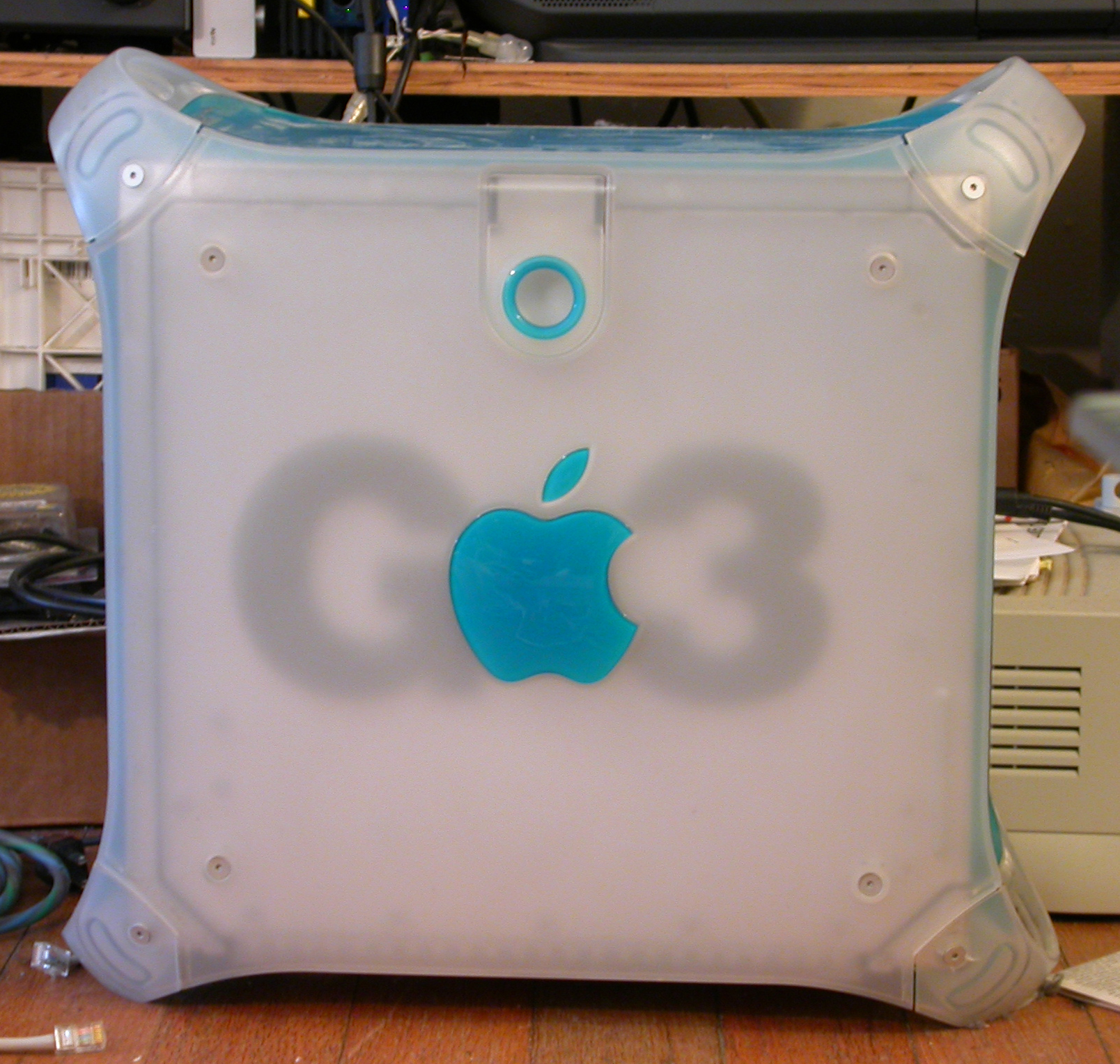
Power Macintosh G3 (kék és fehér)

Nem sokkal azután, hogy Steve Jobs 1997-ben visszatért az Apple-hez, Jony Ive-ot kinevezték az ipari formatervezésért felelős vezető alelnöknek. Az iMac kritikai és kereskedelmi sikerére építve Ive és csapata egy teljesen új házat tervezett a Power Macintosh G3 számára, amely az iMac számos esztétikai alapelvét (ívek, áttetsző műanyagok, színhasználat) ötvözte a könnyedséggel. Az eredmény a Power Macintosh G3 (kék-fehér), egy olyan gép, amely jelentős elismerést kapott a bírálóktól, beleértve a PC Magazine 1999. évi Technikai Kiválósági Díját. „A Power Mac biztosítja a leggyorsabb hozzáférést egy számítógép belsejéhez, amit valaha láttunk“ – írták. „Csak fel kell emelni a kilincset, és a csuklós ajtó mindent felfed benne.“ Ez az El Capitan kódnéven futó ház kialakítása a Power Mac G4 teljes élettartama alatt megmaradt. A kék-fehér G3 minitorony bemutatása az asztali és az egyben Power Macintosh ház tervezésének is végét jelentette, utóbbit az iMac váltotta fel.
2000-ben mutatták be a Power Mac G4 Cube-ot, amely egy középkategóriás Power Mac G4 képességét egy 248 x 195 x 195 mm-es kockába illesztette. Ez a modellt körülbelül egy évig kínálták, nem lett eladási siker, alig harmadannyit – 150 000 darabot – adtak el, mint amit az Apple remélt. A számítógép és a hozzá tartozó Harman Kardon hangszórók jellegzetes dizájnja arra késztette a New York-i Modern Művészeti Múzeumot, hogy a gyűjteményébe felvegye a Cube-ot.
A G4 Cube egyszerűen a valaha volt legmenőbb számítógép. A számítógépek teljesen új osztálya, amely ötvözi a Power Mac G4 Pentium-törő teljesítményét az iMac miniatürizálásával, csendes működésével és elegáns asztali kialakításával. Ez egy csodálatos mérnöki és tervezési bravúr, és nagyon örülünk, hogy végre bemutathatjuk ügyfeleinknek.
Az általános számítógép-ipar hanyatlásban volt, de az Apple néhány problémája saját maga okozta. Az első jelentős botlás Jobs vezetése alatt a Power Mac G4 Cube volt, amelyet július 19-én mutattak be a New York-i Macworld Expón. Az 1799 dolláros kocka nem fogyott jól. Bár az innovatív ipari dizájn miatt dicsérték, csakúgy, mint Ive többi friss alkotását, a Cube nem fogott meg a kreatív szakemberek körében, mert túl drága, nem elég erős és nehezen fejleszthető. A 2000-es pénzügyi évben az Apple 107 000 kockát adott el, ami 90 millió dollárral kevesebbet hozott a vártnál. 2001 júliusáig az előre jelzett 800 000 darabnak csak a harmada kelt el, így az Apple jégre tette a Cube-ot.
Az Apple marketing és a Megahertz-mítosz
A G3-ban és G4-ben található PowerPC chipek az Apple Power Macintosh márkaépítésének és marketingjének központi részévé váltak. A kék-fehér G3 oldalán a teljes ház magasságának egyharmadát kitöltő vastag "G3" felirat látható, ez jelentős eltérés a korábbi Macintosh számítógépeken általában használt kis címkéktől. Amikor bemutatták a Power Mac G4-et, a nyomtatott hirdetéseken a G4 chip is látható volt, és megemlítették az AltiVec utasításkészletet, amelyeket saját marketingnévvel, „Velocity Engine”-vel láttak el. Az Apple marketingstratégiájának fontos eleme volt – különösen 2001 közepe után –, hogy cáfolja az általuk „Megahertz-mítosz“ hiedelmet, hogy a processzor órajele közvetlenül összefügg a teljesítménnyel. Ez az Intel Pentium 4 bevezetésével vált fontossá, amely lényegesen magasabb órajellel rendelkezett, mint a Sun, az IBM és az AMD konkurens chipjei, de ez nem jelentett arányos teljesítménybeli előnyt.
A vállalat nyilvános prezentációiban – különösen a „Stevenotes“-ban – nagy teljesítményű Compaq vagy Dell számítógépet mértek össze a Power Macintosh-sal. Általában Adobe Photoshop-ban futtattak egy sor benchmarkot és script-feladatot. Ezek a prezentációk gyakran mutatták be, hogy a Power Macintosh „kétszer olyan gyors“, mint Intel Pentium chipjei, de a független mérések ezt nem igazolták. Az InfoWorld szerint a 400 MHz-es G3 11 százalékkal volt lassabb, mint egy hasonló Pentium II-450 az Office alkalmazás tesztjében, de a Photoshop 5.0 26 százalékkal gyorsabb.

## A Power Mac G5 (2003–2006)

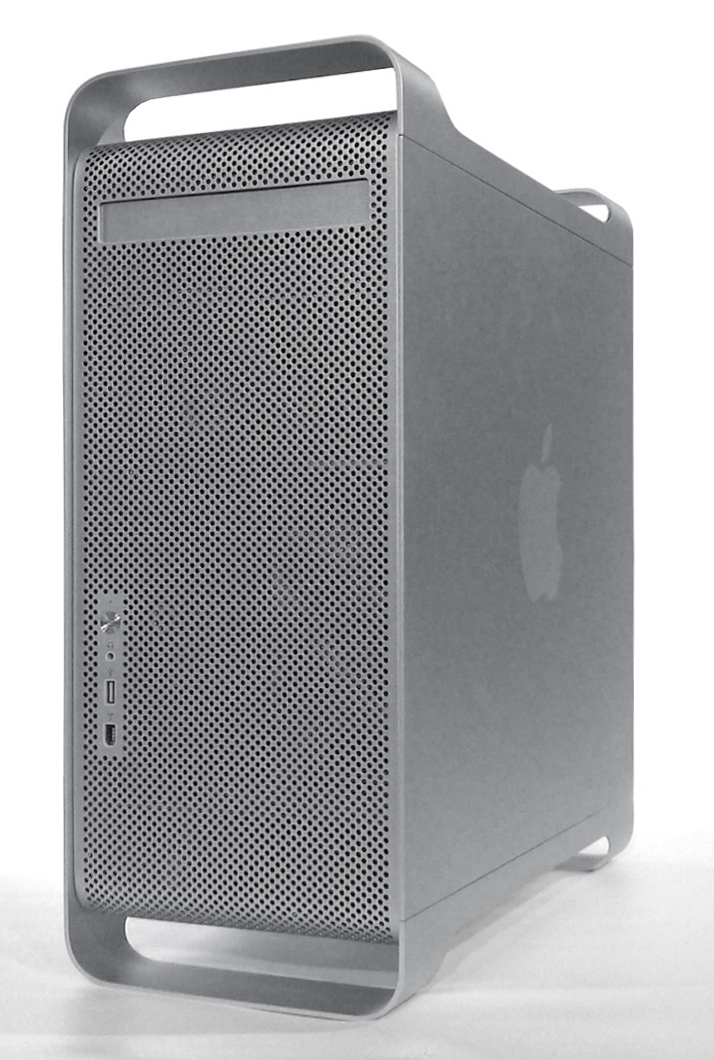
Power Mac G5

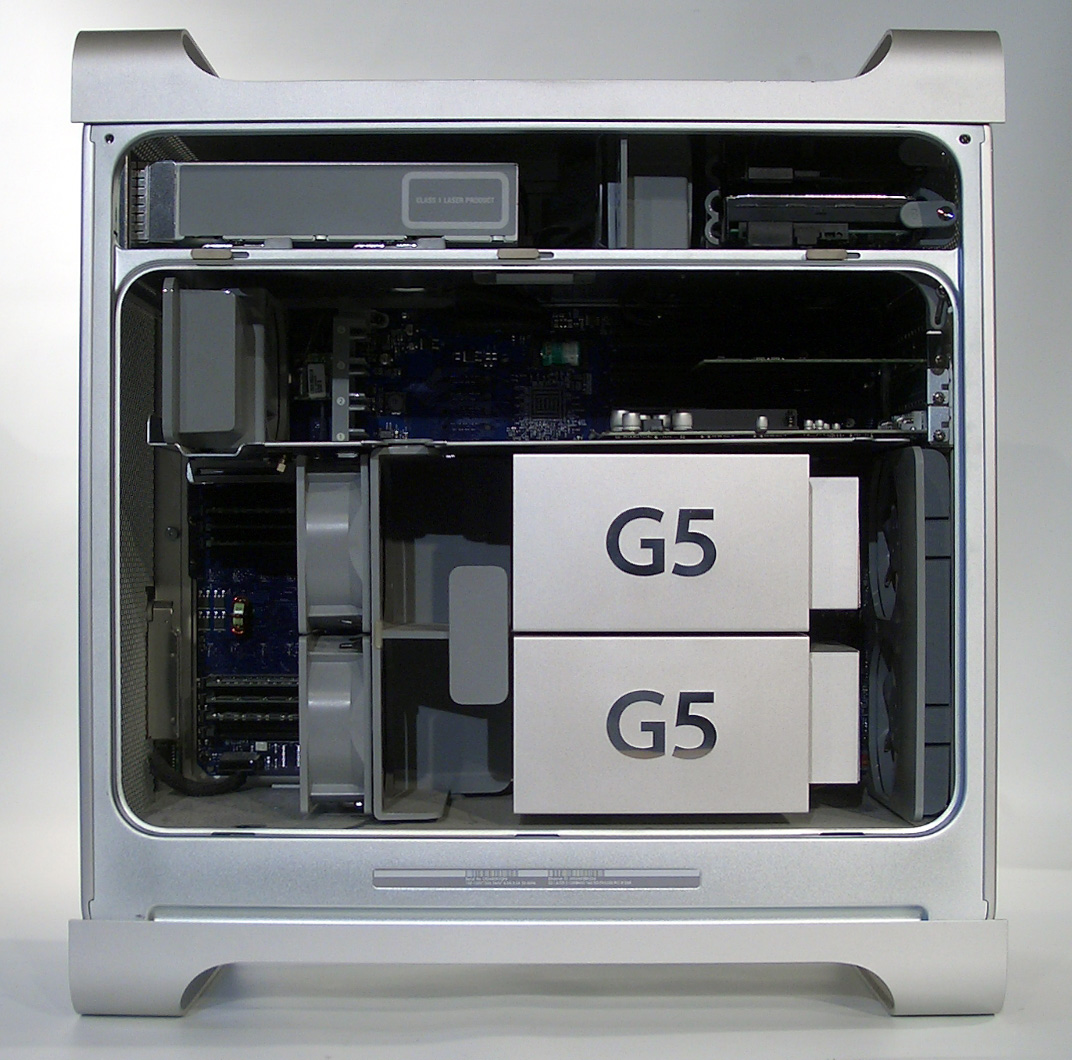
Power Mac G5 oldalnézet, amikor a takaró fémlemez nincs a gépen. Hotswap – leállás nélküli – eszközcseréhez ideális megoldás volt. Látható, hogy bőséges hely van a bővíréshez

Mire a Power Mac G5-öt bemutatták az Apple Worldwide Developers Conference-en (WWDC) 2003 júliusában, az Apple asztali számítógépei teljesítményben jelentősen elmaradtak a versenytárs számítógépektől. A G5 e hátrányt részben ledolgozta, hogy a 2,0 GHz-es PowerPC 970 processzorra váltott és teljes 64 bites architektúra jellemezte. A ház  műanyag burkolatát eloxált alumíniumötvözetre cserélve.
A vélemények általában pozitívak voltak. Az InfoWorld a G5-öt „az Apple eddigi legjobb munkájaként“ jellemezte, és azt mondta, hogy „ellátja a gyors számítástechnika, a mély többfeladatos és érzékeny felhasználói felületek iránti jelenlegi igényt, valamint a nagyszámú adathalmazokat gyorsan feldolgozó és elemző általános számítógépek jövőbeli igényét.“ A PC Magazine 2003-ban ismét a Power Mac G5-öt tüntette ki a Technikai Kiválóságért Díjjal. 
A G5 nagy súlya (4,5 kg több, mint az előző Power Mac G4-é), a korlátozott belső bővítési lehetőségek, a földeléssel kapcsolatos problémák és az egyprocesszoros model tápegység zaja azonban jelentős kritikát váltott ki a termékkel kapcsolatban.
Az Apple továbbra is megalapozatlan teljesítményre vonatkozó állításokat tett az új Power Mac-ről. Ez azt eredményezte, hogy az Egyesült Királyság Hirdetési Szabványügyi Hatósága megtiltotta az Apple-nek, hogy a „világ leggyorsabb, legerősebb személyi számítógépe“ kifejezést használja a Power Mac G5 leírására, miután a Broadcast Advertising Clearance Center független tesztjei hamisnak találták az állítást.
A Power Mac G5 három generációja jelent meg, mielőtt az Apple Intel processzorra való váltása miatt beszüntették volna a gyártását. 2005 végén bemutatták a G5 rendszerek harmadik generációját. A legjelentősebb a négymagos, 2,5 GHz-es rendszer bevezetése volt. Nemcsak ez volt az első Apple számítógép négy processzormaggal, hanem az első, amely a PCI-X helyett PCI Express-szel szerelt az Apple. Ezenkívül egy IEC 60320 C19 tápcsatlakozóra volt szükség, amely gyakoribb volt az állványba szerelt szerverhardvereken, a személyi számítógépeknél használt ipari szabvány C13 csatlakozó helyett.
A Power Macintosh sorozat hivatalosan a 2006-os Worldwide Developers Conference-en (WWDC) érte véget, amikor Phil Schiller bemutatta a Mac Pro-t. A G5 házát használta a Mac Pro további hét évig, így az az Apple történetének leghosszabb élettartamú konstrukciói közé került.

## Technikai adatok táblázatban
A táblázat nem tartalmazza az összes műszaki paramétert. Az egyes modelleknél a bemutatáskor érvényes adatokat soroljuk fel, a későbbi frissítéseket nem. Az adatok az Apple adatlapjáról származnak, a hiányzó adatok – egyes gépeknél a kivezetés időpontja, az összes kijelző adat, üzemóra adat... – az Everymac.com oldalról és a Mactracker alkalmazásból valók. A táblázat nem tartalmazza az összes Power Macintosh számítógépet: hiányzanak az Európában nem forgalmazott gépek. A táblázatban szándékosan nem szerepelnek a Power Macintosh G3, G4 és G5 számítógépek.
| Gép nevebemutatva kivezetveoperációs rendszer      | Méretmagasság szélesség mélység súly            | Processzorprocesszor @órajel L1 és L2 cacherendszerbusz    | Memóriaalap max. @sebességhely, típus                  | Háttértármerevlemezkülső adathordozó        | Kijelzőmérete felbontása (képpont)              | Grafikavideókártyamemória (max.) VRAM típus               | Csatlakozók, bővíthetőségEthernetmodembelső bővítőhelyegyéb       |
| -------------------------------------------------- | ----------------------------------------------- | ---------------------------------------------------------- | ------------------------------------------------------ | ------------------------------------------- | ----------------------------------------------- | --------------------------------------------------------- | ----------------------------------------------------------------- |
| PM 44001996. nov. 15. 1997. okt. 11.System 7.5.3   | 138x385x442 mm 10,9 kg fekvő házas              | PowerPC 603e @160 MHz L1: 32kB L2:256k (opc.)Busz: @40 MHz | 32 MB max: 160 MB @60 nshárom hely, 168-pin DIMM       | 1.2 GB (IDE/ATA)8x CD-ROM                   | nincs kijelző.Videókimenet: 832x624 képpont.    | nincs1 MB / 4 MB EDO DRAM                                 | –három PCI                                                        |
| PM 5200 LC1995. ápr. 3. 1996. ápr. 13.System 7.5.1 | 445x384x406 mm 21,3 kg kijelzővel egybeépített  | PowerPC 603 @75 MHz L1: 16kB L2:256kBusz: @37,5 MHz        | 8 MB max: 64 MB @80 nskettő hely, 72-pin SIMM          | 500 MB (IDE)2x, 4x CD-ROM                   | Beépített 15" Color kijelző 640x480 képpont.    | nincs1 MB / 1 MB Integrált                                | –egy LC PDS, egy Comm, egy Video I/O, egy TV                      |
| PM 52601996. márc. 10. 1996. dec. 1.System 7.5.3   | 445x384x406 mm 20,4 kg kijelzővel egybeépített  | PowerPC 603e @100 MHz L1: 32kB L2:256k (opc.)Busz: @40 MHz | 8 MB, 16 MB max: 64 MB @80 nskettő hely, 72-pin SIMM   | 800 MB (IDE)4x CD-ROM                       | Beépített 14" Color kijelző 640x480 képpont.    | nincs1 MB / 1 MB Integrált                                | –egy LC PDS, egy Comm, egy Video I/O, egy TV                      |
| PM 5300 LC1995. aug. 28. 1996. ápr. 1.System 7.5.1 | 445x384x406 mm 21,3 kg kijelzővel egybeépített  | PowerPC 603e @100 MHz L1: 32kB L2:256kBusz: @40 MHz        | 16 MB max: 64 MB @80 nskettő hely, 72-pin SIMM         | 1.2 GB (IDE)4x CD-ROM                       | Beépített 15" Color kijelző 640x480 képpont.    | nincs1 MB / 1 MB Integrált                                | –egy LC PDS, egy Comm, egy Video I/O, egy TV                      |
| PM 54001996. ápr. 13. 1997. febr. 17.System 7.5.3  | 445x384x406 mm 21,3 kg kijelzővel egybeépített  | PowerPC 603e @120 MHz L1: 32kB L2:256k (opc.)Busz: @40 MHz | 16 MB max: 136 MB @70 nskettő hely, 168-pin DIMM       | 1.6 GB (IDE)4x, 8x CD-ROM                   | Beépített 15" Color kijelző 640x480 képpont.    | nincs1 MB / 1 MB Integrált                                | Ethernet: RJ-45–egy LC PDS, egy Comm, egy Video I/O, egy TV       |
| PM 55001997. febr. 17. 1998. márc. 31.System 7.5.5 | 445x384x406 mm 21,3 kg kijelzővel egybeépített  | PowerPC 603e @225 MHz L1: 32kB L2:256kBusz: @50 MHz        | 32 MB max: 128 MB @70 nskettő hely, 168-pin DIMM       | 2.0 GB (IDE)12x, 24x CD-ROM                 | Beépített 15" Color kijelző 832x624 képpont.    | ATI Rage IIc2 MB / 2 MB Integrált                         | Ethernet: RJ-45–egy LC PDS, egy Comm, egy Video I/O, egy TV       |
| PM 61001994. márc. 14. 1995. jan. 3.System 7.1.2   | 86x414x396 mm 6,4 kg fekvő házas                | PowerPC 601 @60 MHz L1: 32kB L2:256k (opc.)Busz: @30 MHz   | 8 MB, 16 MB max: 136 MB @80 nskettő hely, 72-pin SIMM  | 160 MB, 250 MB (SCSI)2x CD-ROM (opc.)       | nincs kijelző.Videókimenet: 640x480 képpont.    | nincs640k / 640k Integrált                                | Ethernet: AAUI-15–egy 601 PDS vagy 7" NuBus                       |
| PM 62001995. máj. 28. 1996. máj. 1.System 7.5.1    | 109x320x419 mm 8,6 kg fekvő házas               | PowerPC 603 @75 MHz L1: 16kB L2:256kBusz: @37,5 MHz        | 8 MB max: 64 MB @80 nskettő hely, 72-pin SIMM          | 500 MB (IDE)4x CD-ROM                       | nincs kijelző.Videókimenet: 640x480 képpont.    | nincs1 MB / 1 MB Integrált                                | –egy LC PDS, egy Comm, egy Video I/O, egy TV                      |
| PM 63001996. júni. 27. 1997. júli. 1.System 7.5.1  | 109x320x419 mm 8,6 kg fekvő házas               | PowerPC 603e @120 MHz L1: 32kB L2:256kBusz: @40 MHz        | 16 MB max: 64 MB @80 nskettő hely, 72-pin SIMM         | 1.2 GB (IDE)4x CD-ROM                       | nincs kijelző.Videókimenet: 640x480 képpont.    | nincs1 MB / 1 MB Integrált                                | –egy LC PDS, egy Comm, egy Video I/O, egy TV                      |
| PM 64001996. okt. 23. 1997. máj. 1.System 7.5.3    | 406x198x429 mm 20,2 kg álló házas               | PowerPC 603e @200 MHz L1: 32kB L2:256kBusz: @40 MHz        | 16 MB max: 136 MB @70 nskettő hely, 168-pin DIMM       | 2.4 GB (IDE)8x CD-ROM                       | nincs kijelző.Videókimenet: 800x600 képpont.    | nincs1 MB / 1 MB Integrált                                | –Modem: 28.8k (belső)két LC PDS, egy Comm, egy Video Be, egy TV   |
| PM 65001997. febr. 17. 1998. márc. 14.System 7.5.5 | 406x198x429 mm 20,2 kg álló házas               | PowerPC 603e @225 MHz L1: 32kB L2:256kBusz: @50 MHz        | 32 MB max: 128 MB @60 nskettő hely, 168-pin DIMM       | 2.0 GB, 3.0 GB (IDE)12x CD-ROM              | nincs kijelző.Videókimenet: 832x624 képpont.    | ATI 3D RAGE II2 MB / 2 MB SGRAM                           | –Modem: 33.6k (belső)két LC PDS, egy Comm-II egy Video Be, egy TV |
| PM 71001994. márc. 14. 1995. jan. 3.System 7.1.2   | 152x330x419 mm 11,3 kg fekvő házas              | PowerPC 601 @66 MHz L1: 32kB L2:256k (opc.)Busz: @33 MHz   | 8 MB, 16 MB max: 136 MB @80 nsnégy hely, 72-pin SIMM   | 250 MB, 500 MB (SCSI)2x CD-ROM (opc.)       | nincs kijelző.Videókimenet: 832x624 képpont.    | Integrált/Dedikált1 MB / 2 MB 256k VRAM SIMM              | Ethernet: AAUI-15–egy 601 PDS vagy három NuBus                    |
| PM 72001995. aug. 7. 1996. márc. 16.System 7.5.2   | 156x366x429 mm 10 kg fekvő házas                | PowerPC 601 @75 MHz L1: 32kB L2:256k (opc.)Busz: @37,5 MHz | 8 MB max: 512 MB @70 nsnégy hely, 168-pin DIMM         | 500 MB (SCSI)4x CD-ROM                      | nincs kijelző.Videókimenet: 832x624 képpont.    | nincs1 MB / 4 MB 1 MB VRAM DIMM                           | Ethernet: AAUI és 10Base-T–három PCI                              |
| PM 73001997. febr. 17. 1997. nov. 10.System 7.5.5  | 156x366x429 mm 10 kg fekvő házas                | PowerPC 604e @166 MHz L1: 64kB L2:256kBusz: @41,5 MHz      | 16 MB max: 1.0 GB @70 nsnyolc hely, 168-pin DIMM       | 2.0 GB (SCSI)12x CD-ROM                     | nincs kijelző.Videókimenet: 832x624 képpont.    | nincs2 MB / 4 MB 1 MB VRAM DIMM                           | Ethernet: AAUI és 10Base-T–három PCI                              |
| PM 75001995. aug. 7. 1996. ápr. 1.System 7.5.2     | 156x366x429 mm 10 kg fekvő házas                | PowerPC 601 @100 MHz L1: 32kB L2:256k (opc.)Busz: @50 MHz  | 8 MB, 16 MB max: 1.0 GB @70 nsnyolc hely, 168-pin DIMM | 500 MB, 1 GB (SCSI)4x CD-ROM                | nincs kijelző.Videókimenet: 832x624 képpont.    | nincs2 MB / 4 MB 1 MB VRAM DIMM                           | Ethernet: AAUI és 10Base-T–három PCI                              |
| PM 76001996. ápr. 22. 1997. júli. 1.System 7.5.3   | 156x366x429 mm 10 kg fekvő házas                | PowerPC 604 @120 MHz L1: 32kB L2:256kBusz: @40 MHz         | 16 MB max: 1.0 GB @70 nsnyolc hely, 168-pin DIMM       | 1.2 GB (SCSI)4x CD-ROM                      | nincs kijelző.Videókimenet: 832x624 képpont.    | nincs2 MB / 4 MB 1 MB VRAM DIMM                           | Ethernet: AAUI és 10Base-T–három PCI                              |
| PM 81001994. márc. 14. 1995. jan. 3.System 7.1.2   | 356x196x400 mm 11,3 kg álló házas               | PowerPC 601 @80 MHz L1: 32kB L2:256kBusz: @40 MHz          | 8 MB, 16 MB max: 264 MB @80 nsnyolc hely, 72-pin SIMM  | 250 MB, 500 MB, 1 GB (SCSI)2x CD-ROM (opc.) | nincs kijelző.Videókimenet: 832x624 képpont.    | Integrált/Dedikált2 MB / 4 MB 512k VRAM SIMM              | Ethernet: AAUI-15–egy 601 PDS vagy három NuBus                    |
| PM 82001996. ápr. 22. 1996. szept. 19.System 7.5.3 | 356x196x400 mm 11,3 kg álló házas               | PowerPC 601 @100 MHz L1: 32kB L2:256k (opc.)Busz: @40 MHz  | 8 MB, 16 MB max: 512 MB @70 nsnégy hely, 168-pin DIMM  | 700 MB, 1 GB (SCSI)4x CD-ROM                | nincs kijelző.Videókimenet: 832x624 képpont.    | nincs1 MB / 4 MB 1 MB VRAM DIMM                           | Ethernet: AAUI és 10Base-T–három PCI                              |
| PM 85001995. aug. 7. 1996. ápr. 1.System 7.5.2     | 356x196x400 mm 11,3 kg álló házas               | PowerPC 604 @120 MHz L1: 32kB L2:256kBusz: @40 MHz         | 16 MB max: 1.0 GB @70 nsnyolc hely, 168-pin DIMM       | 1 GB, 2 GB (SCSI)4x CD-ROM                  | nincs kijelző.Videókimenet: 832x624 képpont.    | nincs2 MB / 4 MB 1 MB VRAM DIMM                           | Ethernet: AAUI és 10Base-T–három PCI                              |
| PM 86001997. febr. 17. 1997. aug. 5.System 7.5.5   | 439x246x439 mm 15,9 kg álló házas (mini torony) | PowerPC 604e @200 MHz L1: 64kB L2:256kBusz: @50 MHz        | 32 MB max: 1.0 GB @70 nsnyolc hely, 168-pin DIMM       | 2 GB (SCSI)12x CD-ROM                       | nincs kijelző.Videókimenet: 832x624 képpont.    | nincs2 MB / 4 MB 1 MB VRAM DIMM                           | Ethernet: AAUI és 10Base-T–három PCI                              |
| PM 95001995. júni. 19. 1996. nov. 1.System 7.5.2   | 429x196x400 mm 16,7 kg álló házas               | PowerPC 604 @120 MHz L1: 32kB L2:512kBusz: @40 MHz         | 16 MB max: 1536 MB @70 nstizenkettő hely, 168-pin DIMM | 1 GB (SCSI)4x CD-ROM                        | nincs kijelző.Videókimenet: 832x624 képpont.    | Apple Accelerated PCI Graphics Card2 MB / 4 MB Video Card | Ethernet: AAUI és 10Base-T–hat PCI                                |
| PM 96001997. febr. 17. 1997. aug. 5.System 7.5.5   | 439x246x439 mm 15,9 kg álló házas (mini torony) | PowerPC 604e @200 MHz L1: 64kB L2:512kBusz: @50 MHz        | 32 MB max: 1536 MB @70 nstizenkettő hely, 168-pin DIMM | 4 GB (SCSI)12x CD-ROM                       | nincs kijelző.Videókimenet: 1600x1200 képpont.  | Twin Turbo 120 M4A4 MB / 4 MB EDO SGRAM                   | Ethernet: AAUI és 10Base-T–hat PCI                                |
| PM 20th1997. márc. 20. 1998. márc. 14.System 7.6.1 | 438x419x254 mm 6,8 kg All-in-One                | PowerPC 603e @250 MHz L1: 32kB L2:256kBusz: @50 MHz        | 32 MB max: 128 MB @60 nskettő hely, 168-pin DIMM       | 2.0 GB (IDE)4X CD-ROM                       | Beépített 12.1" Color* kijelző 800x600 képpont. | 3D Rage II2 MB / 2 MB Dedicated SGRAM*                    | –Modem: 33.6k (belső)egy PCI, egy Comm II                         |

## A fejlesztés során használt kódnevek
1. Power Mac projekt: Cognac[130]
2. Power Mac AV kártya: Planaria
3. Power Mac 4400/7220: Tanzánia
4. Power Mac 5200: Bongo, Rebound, Trailblazer,[131] Transformer
5. Power Mac 5400: Excalibur
6. Power Mac 5400: logikai kártya: Alchemy, Gazelle (továbbfejlesztett modell)
7. Power Mac 5400/120: Chimera
8. Power Mac 5420: Phoenix
9. Power Mac 6100/60 PDM, azaz Piltdown Mans
10. Power Mac 6100: intelligens csatlakozó: HIV (high-powerrides, kb. nagy teljesítmény)
11. Power Mac 6300: Crusader > keresztes lovag
12. Power Mac 7000 sorozat: Outrigger[132][133]
13. Power Mac 7100/66: Power Mac 7100/66: eredetileg: Carl Sagan, majd BHA,[134] majd LAW[135][136]

- Power Mac 7200/90: Catalyst[133]
- Power Mac 8100/80: Cold Fusion
- Power Mac 8100/110: Flag Ship
- Power Mac 8500/120: Nitro
- Power Mac 8600 és 9600: Kansas, Montana
- Power Mac 8600 és 9600 toronyház: K2
- Power Mac 9500/120: Tsunami
- Power Mac 9500/150: Autobahn[137]
- Power Mac 9500/180-200: Nevada
- Power Mac G3 sorozat: Gossamer (alaplap),[133][138] Outrigger (ház)[132]
- Power Mac G3 All-in-Ones: Artemis[133]
- Power Mac G3/300 Kék és fehér: El Capitan (ház),[87] Gossamer II, Yosemite[133]
- Power Mac G4/400: Yikes![139]
- Power Mac G4/450-500: Sawtooth > fűrészfog
- Power Mac G4/733-867 Quicksilver
- Power Mac G4 MP: Mystic
- Power Mac G5: Q37
- tower Mac Upgrade Card: STP (autóüzemanyag-adalék)
- Power Mac Upgrade engedélyező: Rocinante (Don Quijote lova]])
- Power Mac gépek PCI busszal és 603 és 604 CPU-kkal: PowerSurge[140]

Forrás.

## Power Macintosh számítógépek az időben
| A Power Macintosh számítógépek idővonalon |
| --- |
| |
| A színek kezdete a bemutató időpontja, a forgalmazás több esetben is hónapokkal később kezdődött. Megeshet, hogy egy csík végét kitakarja egy másik csík eleje. Előfordul, hogy a gyártás befejezését követően még egy ideig forgalomban marad a gép adott verziója. A 6100/66 géppel kezdődő sorok az asztali, fekvő Power Macintoshok, a 8100/80 géppel kezdődő sorok az álló Power Macintosok, a kis álló házat szürke csík jelöli. Az 5200/75 LC géppel kezdődő sorok a kijelzővel egybeépített Power Macintoshok. Az Apple adatlapokon nem szereplő adatok forrása az EveryMac. |

| A Power Macintosh G3 G4 G5 számítógépek idővonalon |
| --- |
| |
| A színek kezdete a bemutató időpontja, a forgalmazás több esetben is hónapokkal később kezdődött. Megeshet, hogy egy csík végét kitakarja egy másik csík eleje. Előfordul, hogy a gyártás befejezését követően még egy ideig forgalomban marad a gép adott verziója. Az Apple adatlapokon nem szereplő adatok forrása az EveryMac. |

## Fordítás
Ez a szócikk részben vagy egészben  a   Power Macintosh című angol Wikipédia-szócikk ezen változatának fordításán alapul.  Az eredeti cikk szerkesztőit annak laptörténete sorolja fel. Ez a jelzés csupán a megfogalmazás eredetét és a szerzői jogokat jelzi, nem szolgál a cikkben szereplő információk forrásmegjelöléseként.